# Bermuda i olympiska vinterspelen 1994
Bermuda deltog med en deltagare vid de olympiska vinterspelen 1994 i Lillehammer. Landets deltagare erövrade ingen medalj.

## Rodel
- Simon Payne